# Средние десантные корабли проекта 188
Средние десантные корабли проекта 188 — первый проект советских средних десантных кораблей Советского ВМФ. Предназначен для высадки десанта на необорудованном побережье. Способен транспортировать различные виды бронетехники, включая танки.
До 1963 года классифицировались как танкодесантные корабли.
Относятся к кораблям 3-го ранга.

## История проекта
После Великой Отечественной войны кораблестроительной программой было предусмотрено строительство десантных кораблей разной вместимости, так как флот ими не обладал вообще. Первым десантным кораблем специальной постройки стал средний десантный корабль пр. 188, спроектированный в ЦКБ-50. Главным конструктором был И. И. Кузьмин, а главным наблюдающим ВМФ был В. М. Корсаков. Корабль был предназначен для высадки десанта на необорудованное побережье. При разработке в ЦКБ-50 корабли проекта классифицировались как большие десантные корабли. В ходе эксплуатации переведены в класс средних десантных кораблей.

## Конструкция
ГЭУ представляет собой два дизеля 37ДР суммарной мощностью 4 000 л. с., обеспечивающих скорость полного хода в 14 узлов. Стандартное водоизмещение достигало 1020 тонн, а полное — 1460 тонн.

### Вооружение
Впервые для защиты десантных кораблей от самонаводящихся торпед использовался буксируемый охранитель типа БОКА. Артиллерийское вооружение включало две 57-мм артустановки ЗИФ-31Б. Ходовая рубка, мостик и пост управления высадкой защищены противопульной бронёй. Личный состав десанта размещался в специальных помещениях под танковой палубой.

## Десантные возможности
Десантные корабли проекта 188 были способны перевозить за один рейс 3 тяжёлых танка или 5 средних танков, или 10 БТР и 82 десантника, или 347 десантников. Для высадки и приема боевой техники десанта в носовой части корабля имелись ворота и сходня, при этом последняя была рассчитана на выход в воду и прием из воды на корабль плавающих танков весом до 15 тонн (например ПТ-76).

## Состав серии
| Название | Завод     | Закладка   | Спуск      | В строй    | Флот | Состояние                                  | Примечания    |
| -------- | --------- | ---------- | ---------- | ---------- | ---- | ------------------------------------------ | ------------- |
| ТДК-8    | ССЗ № 870 | -          | -          | 31.12.1958 | БФ   | Утилизирован в 1988                        | с 1963 СДК-8  |
| ТДК-9    | ССЗ № 870 | 27.01.1958 | 29.04.1959 | 17.11.1959 | БФ   | Утилизирован                               | с 1963 СДК-9  |
| ТДК-11   | ССЗ № 870 | 19.06.1958 | 20.08.1959 | 26.12.1959 | СФ   | Затонул в Северодвинске. Утилизирован      | с 1963 СДК-11 |
| ТДК-12   | ССЗ № 870 | -          | -          | 31.12.1959 | СФ   | на камни в губе Белушья, разобран на месте | с 1963 СДК-12 |